# AC Hotels
AC Hotels o AC by Marriott (Antonio Catalán) es una cadena de hoteles españolas que pertenece al grupo hotelero estadounidense Marriott International Inc, cuenta con 91 hoteles operativos en los que trabajan 3500 empleados según datos de 2008. Desde el 8 de junio de 2011, AC Hoteles por Marriott opera como una empresa subsidiaria de Marriott International, Inc tras ser adquirido el 50% de la cadena por un importe de 80 millones de euros.
La empresa fue fundada por Antonio Catalán en 1997 tras la venta de la participación que tenía en el grupo NH, momento en el que decidió invertir este capital en un nuevo proyecto eminentemente urbano que llevara las siglas de su nombre. En la actualidad, AC posee actualmente alrededor de 190 hoteles, la mayoría en Estados Unidos y España.